# Kuniaki Koiso
Kuniaki Koiso (jap. 小磯 國昭 Koiso Kuniaki; ur. 22 marca 1880 w Utsunomiya w prefekturze Tochigi, zm. 3 listopada 1950 w Tokio) – japoński generał i polityk. Od 22 lipca 1944 do 7 kwietnia 1945 sprawował urząd premiera Japonii.
W 1913 rozpoczął służbę w Sztabie Generalnym. Od 1932 do 1934 był szefem sztabu Armii Kwantuńskiej. Pełnił urząd ministra do spraw kolonii (1939-1940). 
W latach 1942–1944 pełnił funkcję gubernatora Korei, gdzie podejmował brutalne działania wynaradawiające Koreańczyków, po czym w 1944 roku, zastąpił Hideki Tōjō na stanowisku premiera Japonii, po tym gdy Tōjō został zmuszony do rezygnacji ze stanowiska. Był nieprzejednanym zwolennikiem wojny, jednak w okresie w którym obejmował urząd premiera, wierzył że Japonia już przegrała. Usiłował jednak wzmocnić upadający japoński wysiłek wojenny, obniżył m.in. w tym celu wiek poboru, powołał do życia Najwyższą Radę Wojenną, stanowiącą łącznik między siłami zbrojnymi a gabinetem, usiłował tez usprawnić produkcję amunicji. Wobec braku jednak jakichkolwiek sukcesów na froncie, w kwietniu 1945 został zmuszony do rezygnacji.
Po skazaniu na dożywocie przez Międzynarodowy Trybunał Wojskowy dla Dalekiego Wschodu, zmarł w więzieniu 3 listopada 1950.